# Gevlekte orchis
De gevlekte orchis (Dactylorhiza maculata) is een orchidee. De soort komt van nature voor in Eurazië. Het is de meest variabele Dactylorhiza-soort; er zijn verschillende ondersoorten beschreven. De soort staat op de Nederlandse Rode lijst van planten als vrij zeldzaam en sterk in aantal afgenomen. In Nederland is de plant vanaf 1 januari 2017 niet meer wettelijk beschermd.

## Etymologie
De soortaanduiding maculata is een Latijns bijvoeglijk naamwoord en betekent "gevlekt", wat betrekking heeft op de meestal gevlekte bladeren.

## Kenmerken

### Plant
Dactylorhiza maculata is een overblijvende geofyt. Het is een middelgrote (maximaal 60 cm) slanke plant met een massieve, min of meer brosse, naar boven toe soms holle bloemstengel, drie tot vijf verspreid staande, afstaande en gevlekte gewone, en twee tot vier schutbladachtige bladeren, en een dichte, meestal rijkbebloemde, kegelvormige bloeiaar met witachtige of lichtroze bloemen.

### Bladeren
De bladeren zijn afstaand, lancetvormig, bijna steeds gevlekt, met gevulde bruinviolette vlekken. De bovenzijde is blauwachtig of donker grijsgroen, de onderzijde heeft een matte, zilverachtige schijn. Het onderste stengelblad is in het midden het breedst en is vrij spits. De bovenste bladeren lijken reeds veel op de schutbladeren.

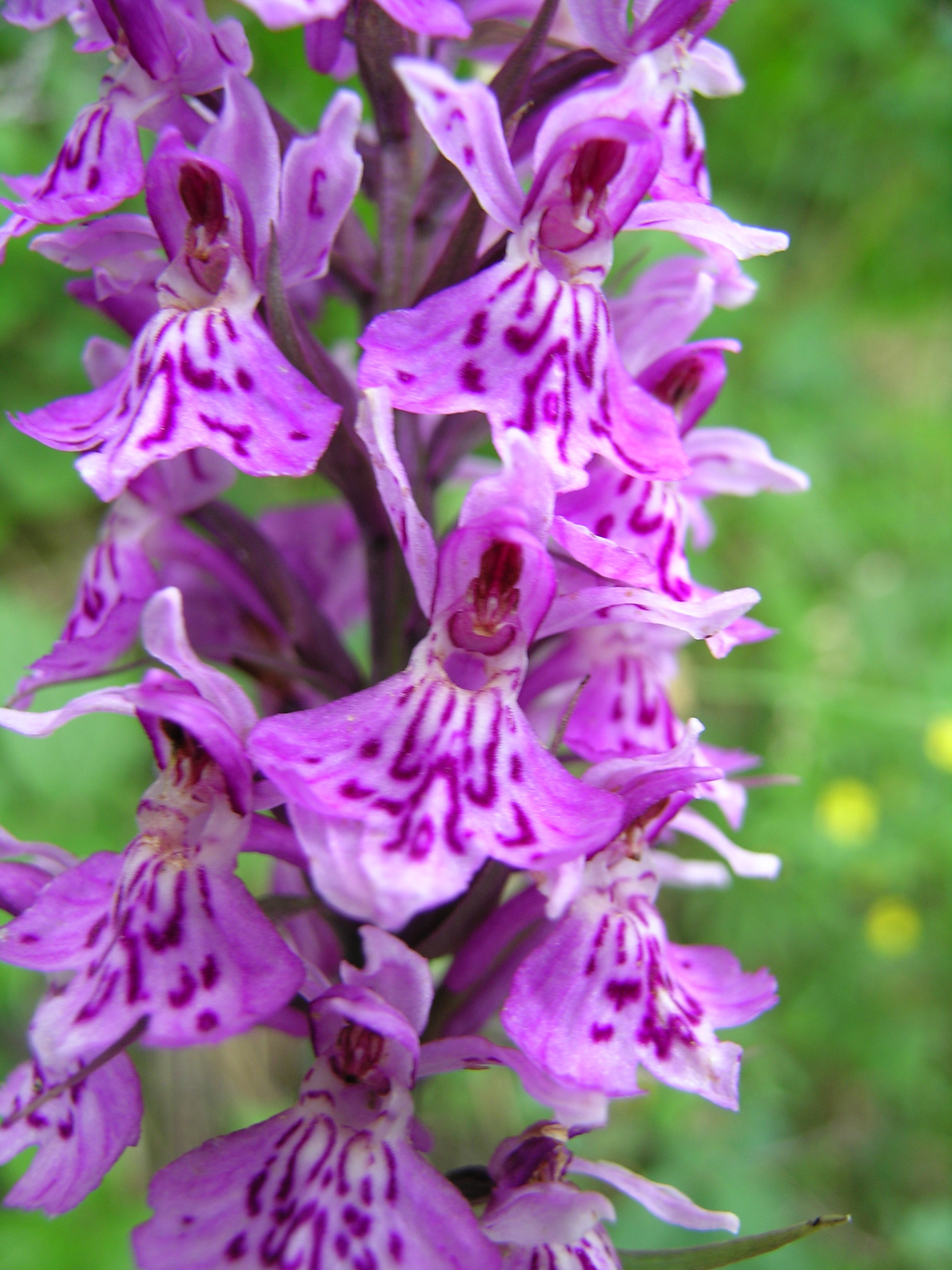
Detail bloeiwijze; de drielobbige lip is duidelijk zichtbaar

### Bloemen
De bloemen zijn tweezijdig symmetrisch, wit, lichtroze tot lila gekleurd, met een donkerpaars honingmerk. Ze zijn groot en volledig geopend. De zijdelingse buitenste bloemdekbladen zijn horizontaal gespreid of licht opwaarts gericht, het middelste blad van de buitenkrans vormt samen met de bovenste bloemdekbladen van de binnenkrans een helm. De lip is ondiep drielobbig en tamelijk vlak, de zijlobben nauwelijks teruggeslagen. De middelste lob is driehoekig en veel smaller dan de zijlobben. De spoor is dun en korter dan het vruchtbeginsel. De bloeiwijze is een aar.
De bloeitijd is van eind mei tot eind juli.
De vrucht is een doosvrucht.

### Variabiliteit
Het is een zeer variabele soort, waarvan verschillende ondersoorten zijn benoemd, waarbij ook weer overgangsvormen zijn beschreven. Daarbij komt dat de soort zeer makkelijk hybrides vormt met andere Dactylorhiza-soorten en zelfs soorten uit andere geslachten.

## Voortplanting
De gevlekte orchis verspreidt zich via stoffijn zaad. Het fijne zaad bevat geen reservevoedsel en kiemt alleen als een wortelschimmel (mycorrhiza) het zaad binnendringt. Voor het overleven als plant is deze aangewezen op een symbiose met een bodemschimmel.

## Ecologie
Dactylorhiza maculata stelt weinig specifieke eisen aan zijn biotoop. De soort is te vinden op zure tot kalkrijke, vochtige tot natte, meestal mesotrofe bodems, in de volle zon of (half)schaduw, zoals weilanden, moerassen, venen, natte heide, heischrale graslanden en duinvalleien, maar ook in bermen, bosranden, kalkgraslanden en eiken-haagbeukenbossen, van zeeniveau tot in het hooggebergte.
De verschillende ondersoorten zijn wel veel specifieker voor wat betreft hun habitat, en kunnen vaak reeds op basis van hun vindplaats op naam gebracht worden.

## Verspreiding
Dactylorhiza maculata komt voor in het grootste deel van Europa tot in Siberië, maar is zeldzamer in het Middellandse Zeegebied. Het is een vrij algemene soort, die plaatselijk algemeen kan optreden.
In België en Nederland is de plant vrij zeldzaam.

## Ondersoorten
In België en Nederland zijn de volgende ondersoorten te vinden:
- Dactylorhiza maculata subsp. maculata, de in dit artikel beschreven nominaatvorm
- Dactylorhiza maculata subsp. elodes (Griseb.) Soó (Tengere heideorchis)[noot 1]
  - Orchis elodes Griseb. (1845)
  - Dactylorhiza elodes (Griseb.) Aver. (1982)
- Dactylorhiza maculata subsp. ericetorum (E.F.Linton) P.F.Hunt & Summerh. (Heideorchis)
  - Orchis maculata subsp. ericetorum E.F.Linton (1900)
  - Dactylorhiza ericetorum (E.F.Linton) Aver. (1981)
- Dactylorhiza maculata subsp. podesta (Landwehr) Kreutz
  - Dactylorhiza maculata var. podesta Landwehr (1977)

Daarbuiten kunnen nog de volgende ondersoorten worden aangetroffen:
- Dactylorhiza maculata subsp. battandieri (Raynaud) H.Baumann & Künkele [ Noord-Algerije ]
  - Dactylorhiza battandieri Raynaud (1985)
- Dactylorhiza maculata subsp. caramulensis Verm. (1970) [ Frankrijk, Spanje, Portugal ]
  - Dactylorhiza caramulensis (Verm.) D.Tyteca (1989)
- Dactylorhiza maculata subsp. islandica (Á.Löve & D.Löve) Soó [ IJsland ]
  - Dactylorchis maculata subsp. islandica Á.Löve & D.Löve (1948)
- Dactylorhiza maculata subsp. savogiensis (D.Tyteca & Gathoye) Kreutz [ Pyreneeën, westelijke Alpen ]
  - Dactylorhiza savogiensis D.Tyteca & Gathoye (1990)
- Dactylorhiza maculata subsp. transsilvanica (Schur) Soó [ oostelijk Centraal- en Zuidoost-Europa ]
  - Orchis transsilvanica Schur (1853)

De voorheen veelal als ondersoort van de gevlekte orchis opgevatte bosorchis krijgt in de recentere literatuur doorgaans de status van soort.

## Verwante en gelijkende soorten
Dactylorhiza maculata behoort tot het geslacht van de handekenskruiden, waarvan een tiental sterk gelijkende soorten in België en Nederland voorkomt.
De soort is door zijn grote variabiliteit het moeilijkst te onderscheiden van de andere soorten in Dactylorhiza.
De gevlekte orchis lijkt veel op de bosorchis (Dactylorhiza fuchsii). Bij de bosorchis is de onderste bloemslip diep drielobbig en de middelste lob even breed als de zijlobben. Ook is het onderste stengelblad boven het midden het breedst en is de top niet spits maar stomp.

## Bedreiging en bescherming
Dactylorhiza maculata wordt vooral bedreigd door het verdwijnen van zijn voorkeurshabitat door drooglegging, ingebruikname door de landbouw en vermesting van vochtige biotopen.
De soort staat op de Vlaamse Rode Lijst van planten en op de lijst van wettelijk beschermde planten in België. In Nederland is hij opgenomen op de Nederlandse Rode Lijst van planten maar sinds 1 januari 2017 niet meer wettelijk beschermd.
In Luxemburg is de soort beschermd op nationaal niveau.